# يائيل ابيكاسيس
يائيل ابيكاسيس (بالعبرية: יעל אבקסיס‏) (و. 1967 – م) هي ممثلة، وعارضة، ومذيعة في إسرائيل من أصل يهودي مغربي. ولدت في عسقلان .

## روابط خارجية
- يائيل ابيكاسيس على موقع IMDb (الإنجليزية)
- يائيل ابيكاسيس على موقع قاعدة بيانات الأفلام العربية
- يائيل ابيكاسيس على موقع ألو سيني (الفرنسية)
- يائيل ابيكاسيس على موقع أول موفي (الإنجليزية)
- يائيل ابيكاسيس على موقع قاعدة بيانات الأفلام السويدية (السويدية)
- يائيل ابيكاسيس على موقع قاعدة بيانات الفيلم (الإنجليزية)
- يائيل ابيكاسيس على موقع كينوبويسك (الروسية)